# Mihail Formuzal
Mihail Formuzal (în găgăuză Mihail Formuzal, în rusă Михаил Формузал; n. 7 noiembrie 1959, satul Beșghioz, raionul Ciadîr-Lunga) este un om politic din Republica Moldova, care din decembrie 2006 și până în martie 2015 a îndeplinit funcția de guvernator (bașcan) al UTA Gagauz Yeri. Din 2011 este președinte al Partidului Regiunilor din Moldova.

## Biografia
Mihail Formuzal s-a născut la data de 7 noiembrie 1959, în satul Beșghioz (raionul Ciadîr-Lunga), într-o familie numeroasă de țărani. După absolvirea studiilor elementare (1966-1977) la Școala medie din satul natal, a fost înrolat în armată în anul 1977, în cadrul flotei militar-maritime a URSS.
În anul 1979 s-a înscris la Școala Militară Superioară de Artilerie „M.V.Frunze" din orașul Odesa (RSS Ucraineană), ale cărei cursuri le-a absolvit în anul 1983. A activat apoi în cadrul forțelor armate ale URSS în diverse funcții de conducere și în noiembrie 1994 a fost trecut în rezervă, cu gradul militar de maior.
În anul 1995 devine viceprimar al orașului Ceadîr-Lunga. Între anii 1995-1998, a studiat la Academia de Administrare Publică de pe lângă Guvernul Republicii Moldova. În 1995 a fost ales în funcția de viceprimar, iar în 1999 - primar al orașului Ceadîr-Lunga din cadrul UTA Găgăuzia, fiind apoi reales în anul 2003.
Mihail Formuzal a candidat la alegerile anticipate pentru funcția de Guvernator al autonomiei găgăuze din 6 octombrie 2002, dar datorită prezenței scăzute la urne (de doar 41,43 % dintre alegători), alegerile au fost invalidate. Participă la o nouă rundă de alegeri din 20 octombrie 2002. În urma alegerilor, Gh.Tabunșcic a acumulat 50,99% de voturi, fiind ales ca bașcan, iar Mihail Formuzal obține 43,22% din voturi.
La scurt timp după ce Formuzal devenise principalul concurent al candidatului PCRM la alegerile guvernatorului din 2002, au fost inițiate o serie de persecuții la adresa lui Formuzal, căruia i s-au deschis 8 dosare penale pentru presupuse infracțiuni de natură economice (corupție), comise în calitatea sa de primar de Ceadîr-Lunga. El a respins acuzațiile ca fiind motivate politic.
În anul 2005 a devenit membru al Partidului Popular Republican, fiind ales ca președinte al Consiliului republican al partidului. Este lider al Mișcării obștești “Găgăuzia Unită”, formațiune promotoare a celei mai vehemente și acide critici la adresa Partidului Comuniștilor din Republica Moldova și a Președintelui Voronin. Partidului Popular Republican acuza guvernarea de atunci din Republica Moldova de uzurparea puterii de stat.
Mihail Formuzal este căsătorit și are trei copii.

## Alegerile din 3 decembrie 2006
La data de 3 decembrie 2006, s-au desfășurat noi alegeri pentru funcția de bașcan al UTA Gagauz Yeri. Acestea au avut loc ca urmare a expirării mandatului de patru ani al guvernatorului Gheorghe Tabunșcic.
În cursa electorală pentru alegerea bașcanului au fost înregistrați patru candidați înregistrați ca independenți și anume: bașcanul în funcție al Găgăuziei, Gheorghe Tabunșcic, adjunctul procurorului general al Republicii Moldova, Alexandru Stoianoglo, primarul orașului Comrat, Nicolai Dudoglo și primarul de Ceadâr Lunga, Mihail Formuzal.
Deși a fost susținut de Partidul Comuniștilor din Republica Moldova (PCRM) și de Partidul Agrar din Moldova, beneficiind în plus și de mediatizarea excesivă a candidaturii sale, bașcanul în exercițiu, Gheorghe Tabunșcic, a acumulat în primul tur doar 24,14% din voturile alegătorilor găgăuzi și nu a trecut în turul doi. Pierderea alegerilor s-a datorat slabelor realizări ale bașcanului în cel de-al doilea mandat și izolării tot mai mult a UTA Gagauz Yeri.
În acest scrutin, Formuzal a fost sprijit de alianța partidelor pro-Rusia, Ravnopravie-Patria Rodina. În campania electorală, Formuzal a promis să deschidă reprezentanțe comercial-economice și culturale ale Găgăuziei în Turcia, Rusia, Bulgaria și Ucraina și să pună în aplicare un proiect numit "readucerea acasă a compatrioților", vizându-i pe găgăuzii care lucrează peste hotare.
Formuzal a insistat asupra fixării în Constituție a dreptului Găgăuziei la autodeterminare în cazul în care Republica Moldova își va pierde într-un fel sau altul statutul de subiect al dreptului internațional.
"Din punctul nostru de vedere, trebuie să punem capăt unor speculații și să încetăm odată și odată a percepe Republica Moldova ca pe un stat care ar avea o menire istorică doar pentru un termen istoric foarte scurt. A fost o greșeală faptul că Parlamentul de la Chișinău nu a introdus în Constituție articolul care prevede autodeterminarea Găgăuziei în cazul pierderii suveranității de către Republica Moldova", a declarat la postul de radio BBC Mihail Formuzal.
În primul tur al alegerilor, din 3 decembrie 2006, Mihail Formuzal și Nicolai Dudoglo au acumulat 33,89% și respectiv 31,40% din sufragiile alegătorilor. La turul II din 17 decembrie 2006, primarul orașului Ceadîr-Lunga, Mihail Formuzal, a repurtat victoria pentru postul de bașcan (guvernator) al Găgăuziei cu 56,23% din voturi.

## Bașcan al Găgăuziei
Mihail Formuzal, ales în funcția de Guvernator al Găgăuziei, a declarat la 19 decembrie 2006 că intenționează să conlucreze de o manieră constructivă cu autoritățile centrale de la Chișinău, împotriva cărora s-a pronunțat de mai multe ori în timpul campaniei electorale. Formuzal a menționat, de asemenea, că nu va critica sau va da vina pe predecesorii săi, ci va duce la sfârșit toate proiectele începute în timpul mandatului acestora.
Potrivit legislației în vigoare, dupa anunțarea rezultatelor oficiale finale de către Comitetul Electoral Central al Găgăuziei, mandatul noului Bașkan trebuie să fie validat de către Curtea de Apel de la Comrat. Ulterior, prin decret prezidențial, noul Guvernator trebuie să fie numit în calitate de membru al Guvernului. Prin urmare, după o absență de aproape 4 ani, în Cabinetul de Miniștri și-a făcut apariția și un reprezentant al opoziției, chiar dacă acesta nu are portofoliu.
La data de 22 decembrie 2006, Curtea de Apel de la Comrat a confirmat legalitatea desfășurării celor două tururi de scrutin, din 3 și 17 decembrie, și alegerea liderului opoziției regionale, Mihail Formuzal, în funcția de Guvernator al Găgăuziei.
Noul guvernator al UTA Găgăuzia, Mihail Formuzal a fost învestit la 29 decembrie 2006 în funcția de bașcan la Casa de Cultură din Comrat. El a trebuit să colaboreze în mod constructiv cu Adunarea Populară din Unitatea Teritorială Autonomă Gagauz Yeri, în care majoritatea mandatelor era deținută de către Partidul Comuniștilor din Republica Moldova.
În temeiul art. 88 lit. j) din Constituția Republicii Moldova și al art. 14 alin. (4) din Legea privind statutul juridic special al Găgăuziei (Gagauz-Yeri), printr-un decret din 16 ianuarie 2007 al președintelui Republicii Moldova, Vladimir Voronin, Mihail Formuzal a fost confirmat în funcția de membru al Guvernului.

## Viziuni politice
Formuzal este cunoscut pentru poziția sa antiromânească, fiind un adept al limbii moldovenești.
Împreună cu fostul arhiepiscopul Marchel Mihăescu, Formuzal a fondat Mișcarea Populară Moldova Mare, care are scopul de a "apăra statalitatea moldovenească împotriva expansionismului românesc".